# イヤー・オブ・ザ・ガン
『イヤー・オブ・ザ・ガン』（原題：Year of the Gun）は、1991年制作のアメリカ映画。ジョン・フランケンハイマー監督、アンドリュー・マッカーシー、シャロン・ストーン、ヴァレリア・ゴリノ出演。
イタリアの極左テロ組織・赤い旅団をモチーフにしたマイケル・ミューショーの同名小説を映画化した、ポリティカル・スリラー映画である。
キャッチ・コピーは「女に勇気。男に野心。失ったものは愛。」。

## あらすじ
1978年、ローマに赴任したアメリカ人新聞記者デヴィッドは、リーダーの釈放を要求してテロを起こしていた赤い旅団に興味を持ち、それをモチーフにした小説を書き始める。
数日後、あるパーティーの席で同じく赤い旅団に興味を抱いているアメリカ人カメラマン・アリソンと出会ったデヴィッドは彼女に小説の原稿を渡すが、やがてその内容と酷似した事件が発生。この事により、デヴィッドとアリソンは赤い旅団から狙われる羽目になってしまう。

## キャスト
※括弧内は日本語吹替
- デヴィッド・レイボーン - アンドリュー・マッカーシー（堀秀行）
- アリソン・キング - シャロン・ストーン（勝生真沙子）
- リア - ヴァレリア・ゴリノ（井上喜久子）
- イタロ・ビアンキ - ジョン・パンコウ（大滝進矢）
- ジョヴァンニ - マッティア・スブラジア（若本規夫）
- ピエール・ベルニエ - ジョージ・マーセル（島香裕）